# Station L'Arbresle
Station L'Arbresle is een spoorwegstation in de Franse gemeente L'Arbresle gelegen aan de hoofdspoorlijn Roanne - Saint-Germain-au-Mont-d'Or (Lyon) en de lokale spoorlijn Lyon-Saint-Paul - Montbrison (tot Sain-Bel). Er is een spooraansluiting tussen beide spoorlijnen maar deze wordt niet gebruikt door reizigerstreinen.
In het kader van het Tram-Train van Lyon project is bij het station een nieuwe werk- en stelplaats gebouwd voor de trams.